# Willersdorf (Gemeinde Oberschützen)
Willersdorf (ungarisch Villámos) ist ein Ort in der Gemeinde Oberschützen im Bezirk Oberwart im südlichen Burgenland mit 357 mehrheitlich evangelischen Einwohnern (Stand 31. Oktober 2011).

## Geografie
Willersdorf kennzeichnet das südliche Ende der Willersdorfer Schlucht.

## Geschichte
Der Ort wurde als „Wilamstorf“ 1289 erstmals urkundlich erwähnt. 
Willersdorf gehörte wie das gesamte Burgenland bis 1920/21 zu Ungarn (Deutsch-Westungarn). 
Mit Ende des Ersten Weltkriegs wurde nach zähen Verhandlungen Deutsch-Westungarn in den Verträgen von St. Germain und Trianon 1919 Österreich zugesprochen. 
Der Ort gehört seit 1921 zum neu gegründeten Bundesland Burgenland (siehe auch Geschichte des Burgenlandes).

## Kultur und Sehenswürdigkeiten
- Etwa 50 Meter über dem Tal des Willersbachs befinden sich die Reste einer kleinen Burg, die von den Güssinger Grafen zwischen 1279 und 1289 erbaut, aber schon 1289 zerstört wurde.
- Katholische Filialkirche Willersdorf hl. Katharina
- Die 1880 erbaute ehemalige evangelische Volksschule mit ihrem Turm ist ein Beispiel für die „Turmschul-Landschaft“ des südlichen Burgenlandes.
- Das Fassbinder-Museum hat lokale Bedeutung.

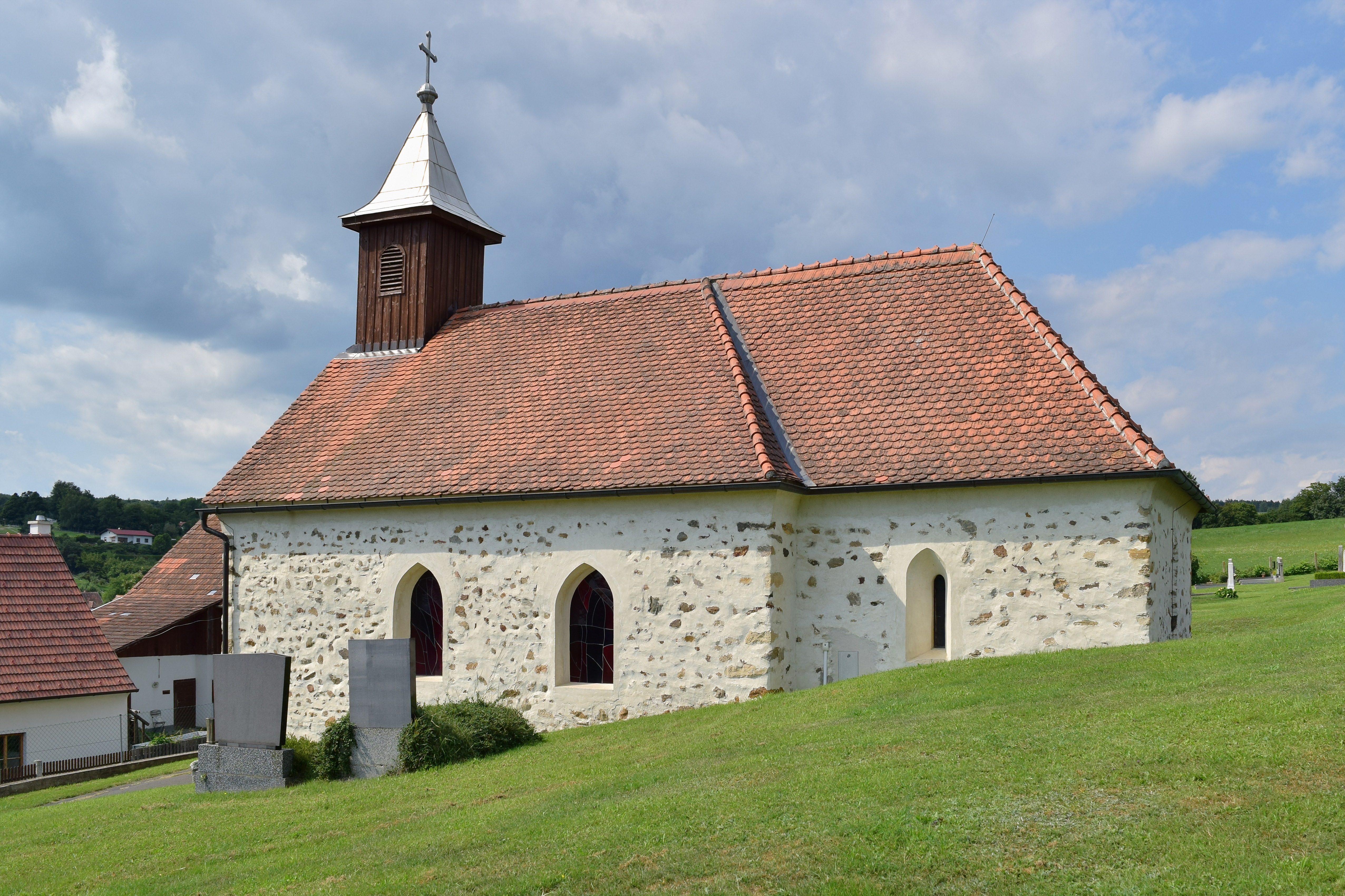
Katholische Filialkirche Willersdorf
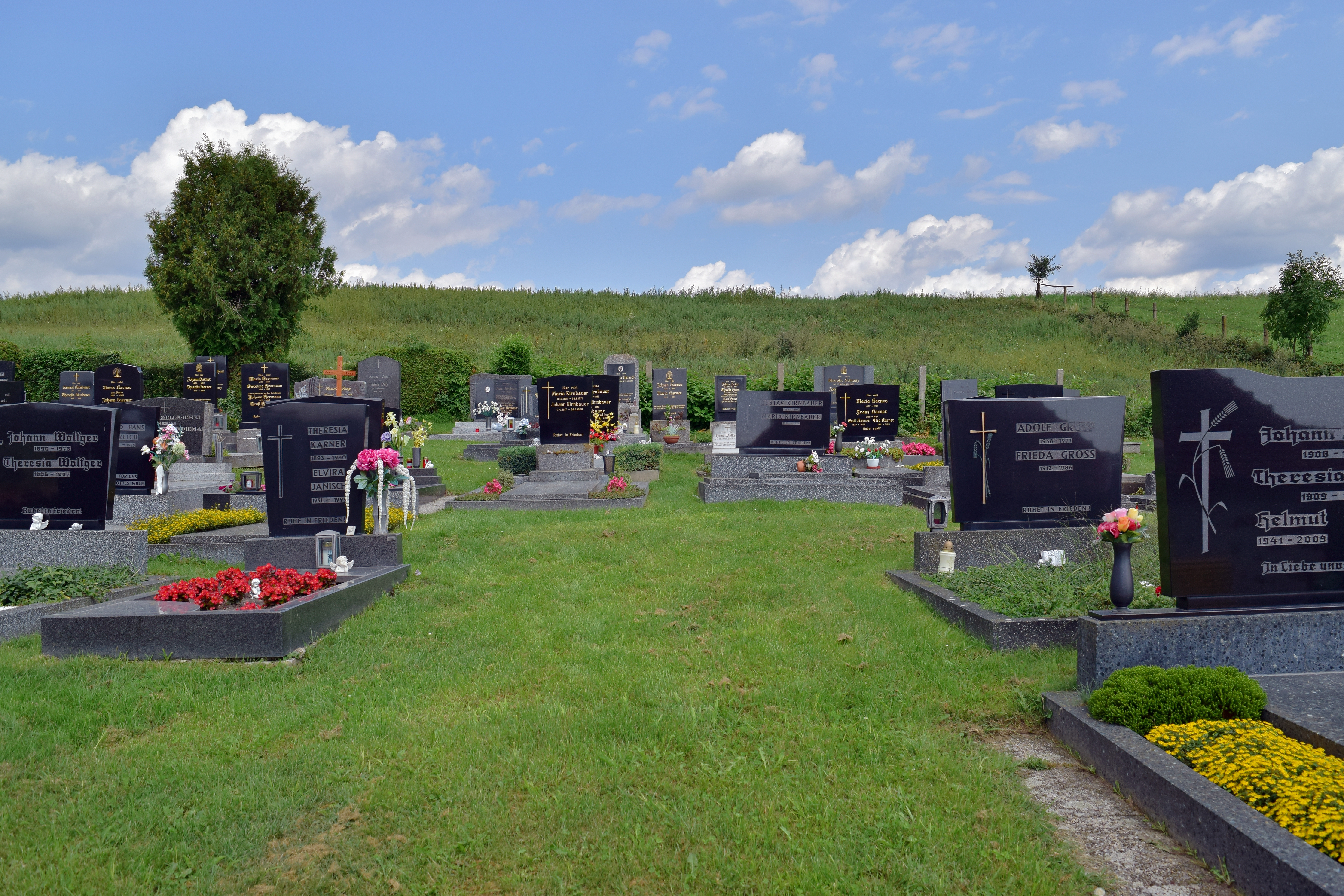
Friedhof bei der Filialkirche
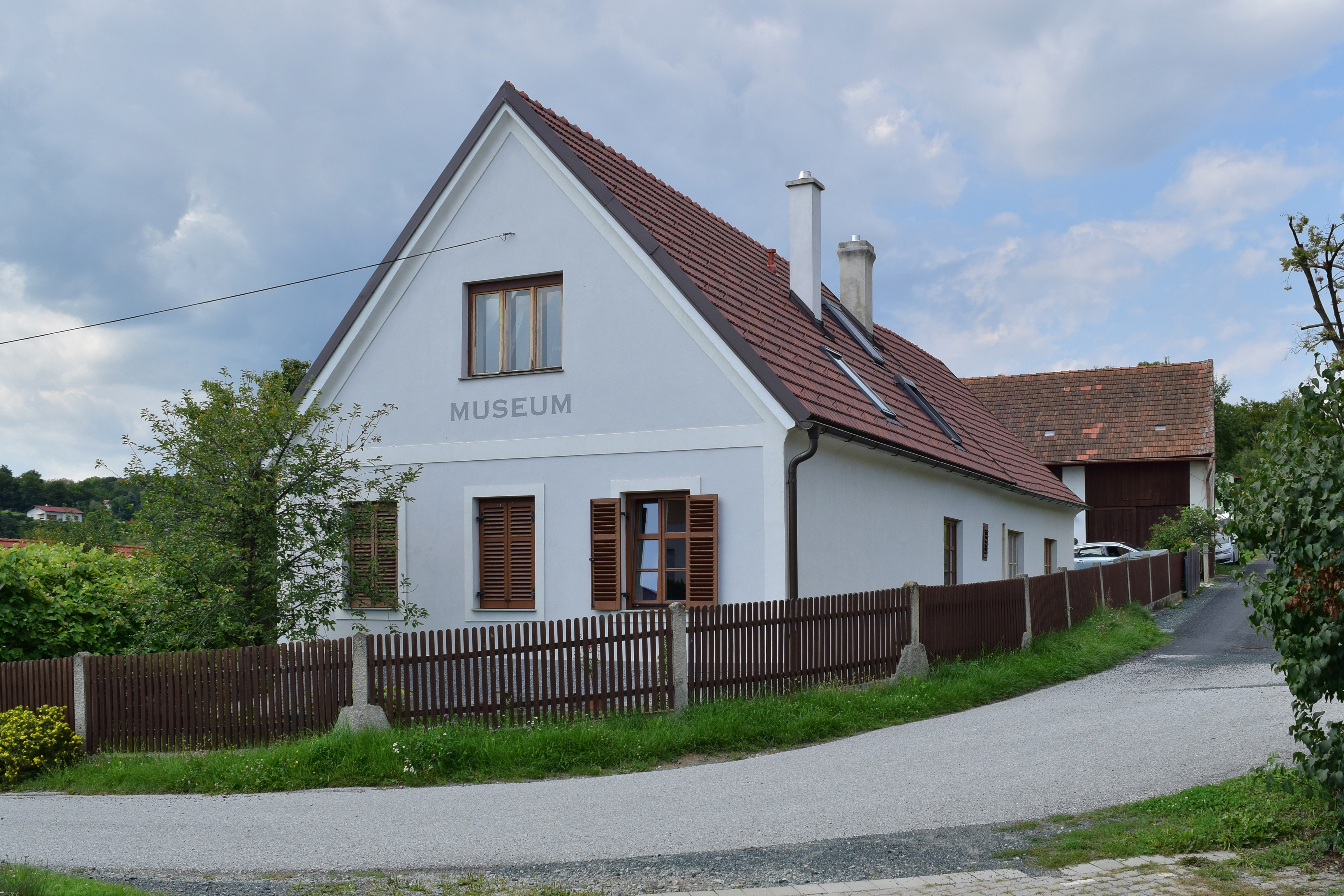
Fassbinder-Museum
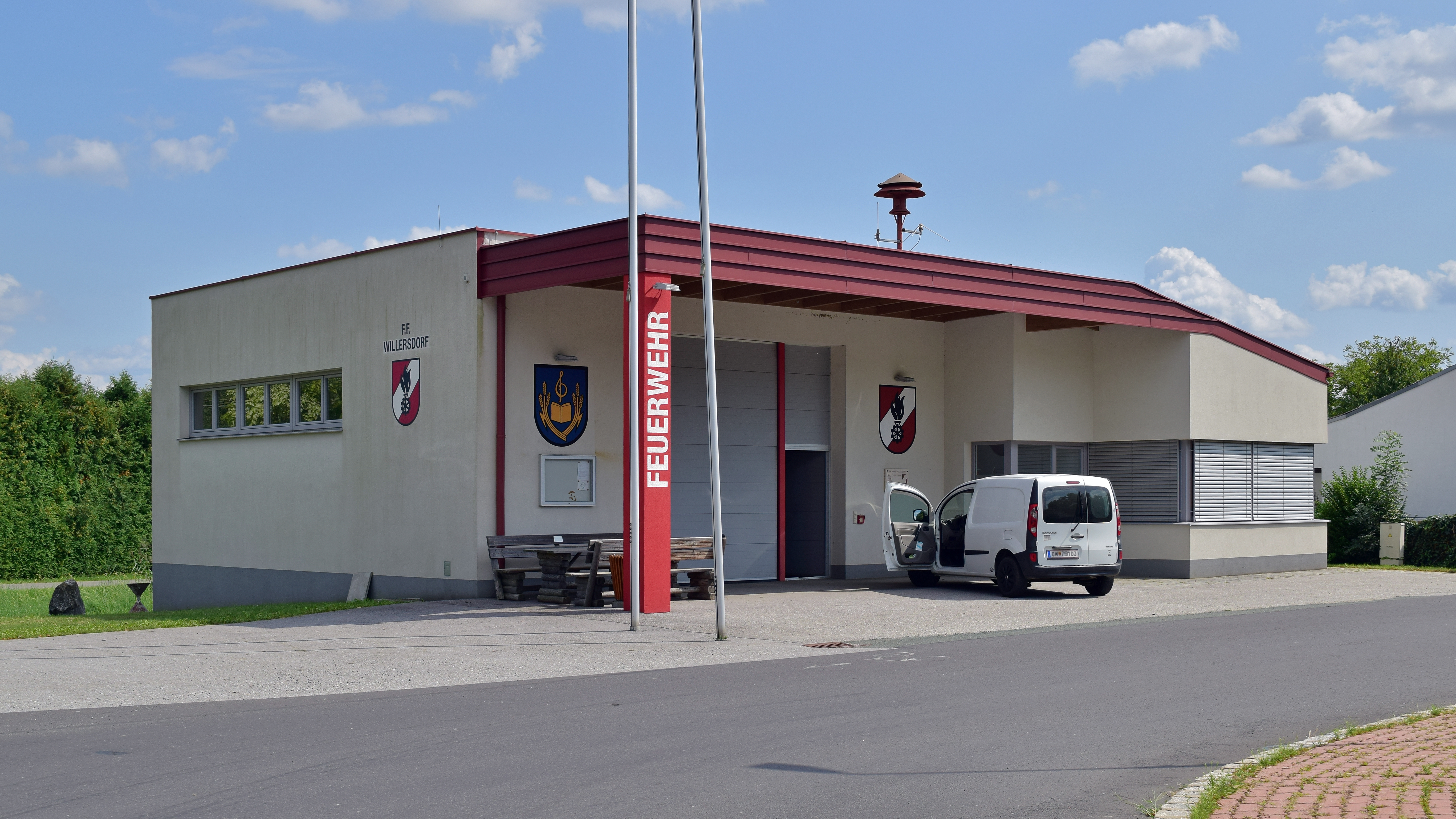
Neues Feuerwehrhaus